# Pere Ubu (band)
Pere Ubu is een experimentele rock band rond zanger David Thomas. De band komt uit Cleveland (Ohio), en werd opgericht in 1975. De band is vernoemd naar de hoofdpersoon uit het toneelstuk Ubu roi (Koning Ubu), van de Franse schrijver Alfred Jarry. Alhoewel Pere Ubu nooit een grote mate van populariteit heeft genoten, is het wel een veelgeprezen en invloedrijke band.
Na de albums The Modern Dance en Dub Housing die Pere Ubu op de kaart zette volgde minder toegankelijke albums, New Picnic Time, The Art of Walking en Song of the Bailing Man.
In 1982 ging de band tijdelijk uit elkaar. De frontman David Thomas stortte zich op allerlei soloprojecten, totdat hij in 1987 met een groep musici werkte, die sterk leek op zijn oude band. Toen werd besloten de naam Pere Ubu weer te gaan gebruiken. Het eerstvolgende album The Tenement Year klonk toegankelijker dan eerdere albums. Een van de nummers ervan, "We Have The Technology", werd als single uitgebracht, met bijbehorende videoclip. Ook de daarop volgende album's waren meer pop-georiënteerd: Cloudland, Worlds in Collision en Story of My Life. De albums daarna waren naast weer expirementeler ook electroniser: Ray Gun Suitcase, Pennsylvania, St. Arkansas, Why I Hate Women, Long Live Père Ubu!, Lady from Shanghai en Carnival of Souls. De laatste drie albums, 20 Years in a Montana Missile Silo, The Long Goodbye en Trouble On Big Beat Street grijpen terug naar de eerste periode van Pere Ubu.
De band heeft zelf hun muziek weleens omschreven als avant-garage, waarmee ze zowel hun experimentele als hun blues en garage rock georiënteerde kant weerspiegelen. Zanger David Thomas omschreef deze uitspraak zelf als "een grap om zeurderige journalisten tevreden te stellen".
David Thomas overleed op 23 april 2025 in zijn woonplaats Brighton & Hove op 71-jarige leeftijd. Het laatste album van Pere Ubu heeft hij niet kunnen afmaken en zal postuum verschijnen. 

## Discografie
Singles:
- (1975) 30 Seconds Over Tokyo/Heart of Darkness
- (1976) Final Solution/Cloud 149
- (1976) Street Waves/My Dark Ages (I Don't Get Around)
- (1977) The Modern Dance+/Heaven

Studio Albums:
- (1978) The Modern Dance
- (1978) Dub Housing
- (1979) New Picnic Time
- (1980) The Art of Walking
- (1982) Song of the Bailing Man
- (1988) The Tenement Year
- (1989) Cloudland
- (1991) Worlds in Collision
- (1993) Story of My Life
- (1995) Ray Gun Suitcase
- (1998) Pennsylvania
- (2002) St. Arkansas
- (2006) Why I Hate Women
- (2009) Long Live Père Ubu!
- (2012) The Lady From Shanghai
- (2014) Carnival of Souls
- (2017) 20 Years in A Montana Missile Silo
- (2019) The Long Goodbye
- (2023) Trouble On Big Beat Street

Live Albums:
- (1981) 390° of Simulated Stereo
- (1989) One Man Drives While the Other Man Screams
- (1999) Apocalypse Now
- (2009) London Texas
- (2000) The Shape of Things
- (2013) Live at the Longhorn
- (2015) The Pere Ubu Moon Unit
- (2020) By Order of Mayor Pawlicki
- (2022) Bring Me The Head Of Ubu Roi

Verzamel Albums & boxsets
- (1985) Terminal Tower (singles collectie)
- (1995) The Hearpen Singles (boxset)
- (1996) Datapanik in Year Zero (boxset)
- (2016) The Hearpen Singles 1975-1977
- (2015) Elitism for the People 1975-1978
- (2016) Architecture of Language 1979-1982 (boxset)
- (2016) Coed Jail!
- (2017) Drive, He Said 1994-2002 (boxset)
- (2018) Les Haricots Sont Pas Salés 1987-1991 (boxset)